# Scuromanius facetus
Scuromanius facetus is een keversoort uit de familie Mauroniscidae. De wetenschappelijke naam van de soort is voor het eerst geldig gepubliceerd in 1895 door Casey.